# Hispano-Suiza HS 26

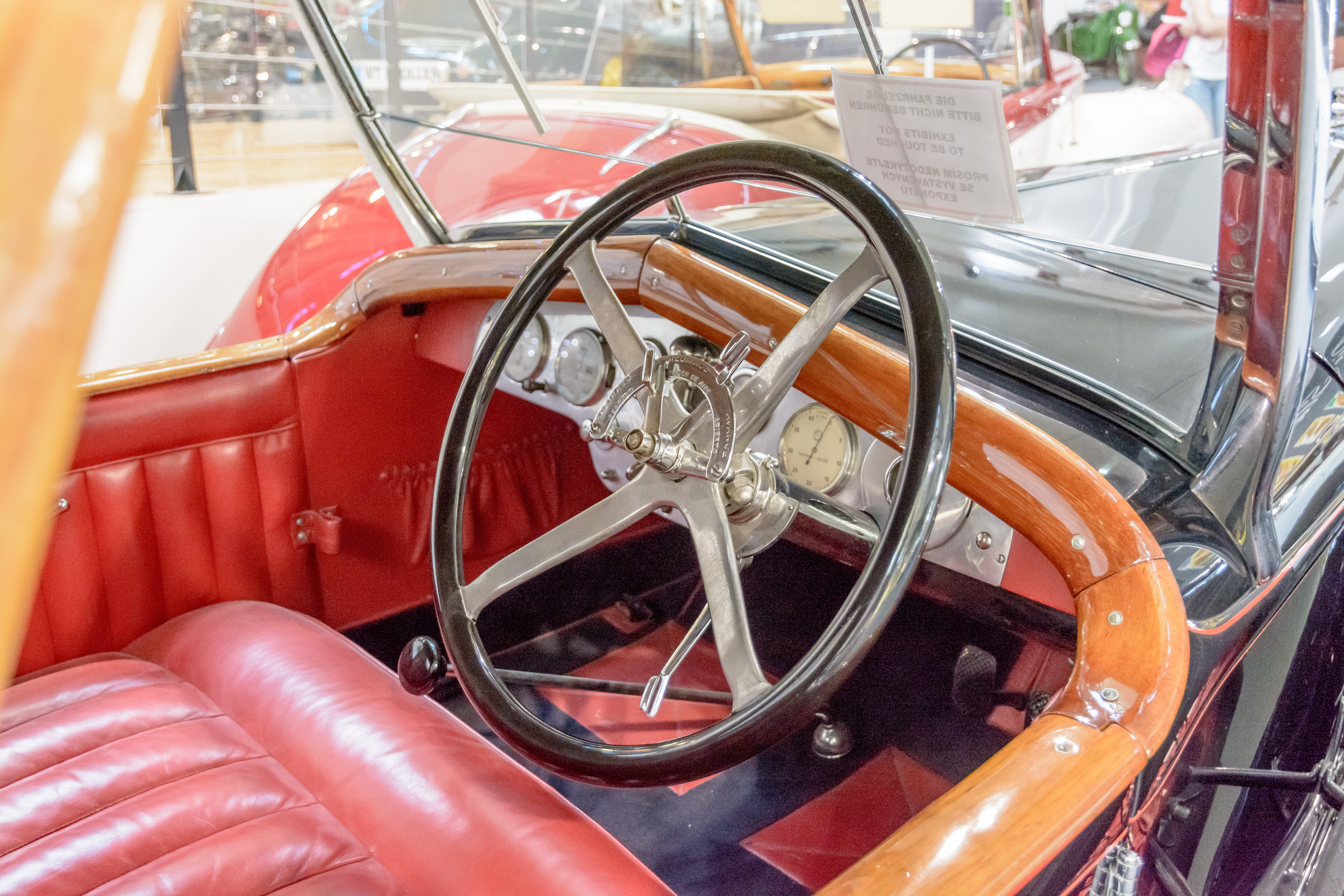
Armaturenbrett und Lenkrad

Der Hispano-Suiza HS 26 ist ein Pkw-Modell. Der Konzern Hispano-Suiza stellte die Fahrzeuge im französischen Bois-Colombes bei der Société Française Hispano-Suiza her. Die im spanischen Barcelona bei La Hispano-Suiza gefertigten Wagen wurden als Hispano-Suiza Tipo 64 angeboten.

## Beschreibung

### HS 26
In Frankreich lief die Produktion von 1930 bis 1935.
Der Sechszylinder-Reihenmotor war eine Entwicklung von Hispano-Suiza. Er hatte 90 mm Bohrung und 120 mm Hub, was 4580 cm³ Hubraum ergab. Der Motor hatte OHC-Ventilsteuerung und leistete 105 PS.
Das Fahrgestell war ein Entwurf von Établissements Ballot. Dieses Unternehmen war von der Société Française Hispano-Suiza übernommen worden. 358 cm Radstand sind angegeben.

### Tipo 64
Das spanische Modell erschien 1929. Es war eine Ergänzung des Sortiments und passte – bezogen auf den Hubraum – zwischen den schwächeren Hispano-Suiza Tipo 49 und dem stärkeren Hispano-Suiza H 6.
Eine Quelle nennt 357 cm Radstand. Es gibt aber auch die Angaben 347 cm und 357 cm Radstand für beide Modelle. Bekannt sind Aufbauten als Limousine, Cabriolet, Coupé und Tourenwagen.
1935 endete die Produktion. Nachfolger wurde der Hispano-Suiza K 6, in Spanien Tipo 70 genannt.

## Produktionszahlen
Eine Quelle nennt 120 Fahrzeuge aus französischer Produktion, eine andere 124.
2008 und 2010 wurden Fahrzeuge auf Auktionen angeboten.